# Can Tương Mạc Tà
Can Tương (tiếng Trung: 干將; bính âm: Gān Jiàng) và Mạc Tà (tiếng Trung: 莫邪; bính âm: Mò Yé) là tên của hai vợ chồng thợ rèn kiếm Trung Quốc cuối thời Xuân Thu ở nước Ngô. Cùng với thầy dạy nghề của họ là Âu Dã Tử, Can Tương Mạc Tà được coi là những thợ rèn kiếm giỏi nhất thời Xuân Thu mà sản phẩm tiêu biểu là hai thanh kiếm Can Tương, Mạc Tà. Quá trình rèn gian khổ cùng độ sắc bén lạ thường của kiếm Can Tương và Mạc Tà đã được ghi lại trong sách vở và chúng trở thành tượng trưng cho những thanh kiếm sắc bén huyền thoại.

## Lịch sử
Can Tương vốn là một thợ rèn kiếm người nước Ngô thời Xuân Thu có vợ là Mạc Tà. Biết tiếng rèn kiếm của Can Tương, Ngô vương là Hạp Lư ra lệnh cho ông rèn kiếm. Thấy nung mãi trong lò bễ mà quặng sắt chưa nóng chảy để rèn kiếm, Mạc Tà hỏi Can Tương: "Sắt không nung chảy giờ phải làm sao?", Can Tương trả lời: "Xưa đại sư Âu Dã Tử rèn kiếm, quặng sắt không chảy phải để một người phụ nữ nhảy vào lò thì việc rèn sau mới thành công". Nghe thấy vậy Mạc Tà bèn tự mình nhảy vào lò bễ, quả nhiên quặng sắt chảy ra và cho ra đời hai thanh kiếm, hùng kiếm (kiếm đực) là Can Tương, thư kiếm (kiếm cái) là Mạc Tà nổi tiếng sắc bén.
Một thuyết khác trong Ngô Việt Xuân Thu (吳越春秋) lại nói rằng Can Tương mất ba năm để rèn hai thanh kiếm báu nhưng ông chỉ dâng vua thanh thư kiếm Mạc Tà mà giữ lại thanh hùng kiếm Can Tương. Vua nước Sở biết được bèn giết Can Tương, trước khi bị giết Can Tương dặn lại vợ rằng nếu sau này có sinh con trai thì dặn lại với nó: "Ra khỏi cửa, nhìn về phía Nam sơn, kiếm báu giấu trong tảng đá ở phía Nam trên núi". Về sau Mạc Tà sinh ra một đứa con trai có tên là Xích (赤), sau khi nghe mẹ kể chuyện về Can Tương, Xích quyết định đi tìm kiếm báu trả thù. Tìm được kiếm Can Tương, Xích bèn dâng cả kiếm và đầu của mình cho một người để ông ta dùng kế lừa giết vua Sở. Người đó cuối cùng giết được vua Sở và tự cắt luôn đầu của mình, cả ba cái đầu của Xích, vua Sở và người khách được chôn chung trong một ngôi mộ có tên "Tam vương mộ" (三王墓).
Sách Tấn thư phần "Trương Hoa truyện" có ghi lại rằng đầu thời Tây Tấn cả hai thanh Can Tương, Mạc Tà đã xuất hiện trở lại rồi chúng lại biến mất ở Diên Bình Tân (nay là Duyên Bình, Nam Bình, Phúc Kiến), tại đây người ta đã cho dựng một đài tưởng niệm về hai thanh kiếm hóa rồng ("Song kiếm hóa long", 双剑化龙).
ký tái
Theo sách Ngô Việt Xuân Thu, phần "Hạp Lư nội truyện" thì Can Tương và Mạc Tà đều là kiếm sắt, tuy nhiên năm 1965 người ta đã đào được thanh Kiếm Câu Tiễn có cùng niên đại với Can Tương Mạc Tà, thanh kiếm này có cấu tạo chủ yếu lại là từ đồng. Vì thế các nhà khảo cổ cho rằng có thể Ngô Việt xuân thu, vốn được viết thời Đông Hán rất có thể đã nhầm lẫn về thành phần cấu tạo chính của kiếm. Cho đến nay người ta vẫn không tìm lại được bất cứ dấu vết nào về hai thanh kiếm huyền thoại này.

## Trong văn hóa
Kiếm Can Tương và Mạc Tà đã đi vào sách vở như là biểu tượng của những thanh kiếm huyền thoại, sắc bén. Trong sách Mặc Tử và Tuân Tử đều có nhắc tới hai thanh kiếm này. Hồi 74 tiểu thuyết Đông Chu Liệt Quốc của Phùng Mộng Long cũng tả rất kỹ câu chuyện làm kiếm của hai vợ chồng Can Tương, Mạc Tà. Nhà thơ Lý Thương Ẩn thời Vãn Đường trong bài thơ Tặng tư huân Đỗ thập tam viên ngoại đã có câu thơ:
| “ | Danh tổng hoàn tằng tự Tổng Trì. Tâm thiết dĩ tòng Can Mạc lợi, Dịch: Tên Tổng mà mang tự Tổng Trì Lòng thép đã như gươm báu sắc. | ” |

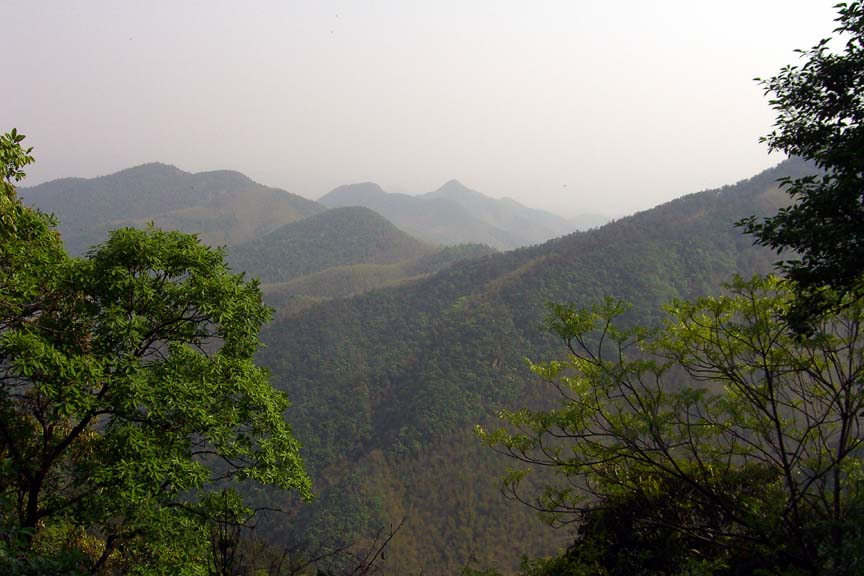
Mạc Can sơn

Nhà văn Kim Dung trong tác phẩm Việt nữ kiếm của mình cũng đã nhiều lần nhắc tới hai thanh Can Tương và Mạc Tà. Ngọn núi tương truyền là nơi đúc kiếm của Can Tương và Mạc Tà, nay thuộc Đức Thanh, Chiết Giang, về sau đã được đặt tên là Mạc Can sơn (莫干山) để kỷ niệm câu chuyện về hai vợ chồng. Ngày nay Mạc Can sơn đã trở thành địa điểm nghỉ dưỡng thu hút đông khách du lịch ở tỉnh Chiết Giang.
Trong manga Kingdom của Hara Yasuhisha, Mạc Tà kiếm đã xuất hiện với tư cách là kiếm của tướng Sở là Hạng Dực trong trận Hợp Tung do Bàng Noãn và Lý Mục phát động. Tướng Đằng, Vương Bí và Mông Điềm của Tần đã thấy và giao chiến với thanh bảo kiếm của Hạng Dực.